# حرث الدنيا (مسلسل)
مسلسل مصري درامي عرض عام ١٩٩٩م يحكي عن اختلاف الناس مع تعاملهم بالمال  

## طاقم العمل[3]

### الممثلين
- ندى بسيوني
- معالي زايد
- أحمد عبدالعزيز
- محمد متولي
- عبدالعزيز مخيون
- مفيد عاشور
- حسن عبد الحميد
- وفاء الحكيم
- غادة نافع
- محيي الدين عبد المحسن
- مديحة حمدي
- أحمد ماهر
- سميحة أيوب
- مصطفى رزق
- دينار
- علي حسنين
- محمد أبو الحسن
- عثمان الحمامضي
- ثريا إبراهيم
- ياسر علي رابح
- فوزية أبو ديد
- عبد العزيز غيسى
- محمود جليفون
- أحمد حافظ
- عريان سيدهم
- راضي غانم
- محي الدين عبدالحميد
- عبد الحي صالح
- عبداللطيف الطحاوي
- اشرف كامل
- مجدي ادريس
- محمد صلاح
- محمد سلام
- حسين الشريف
- عبد المنعم المصرفي
- حلاوي ذكير
- عمران بحر
- محمد سراح
- سيد الطيب
- محمد عوض
- أحمد عمار
- سالي
- نشوى مدحت
- فوقيه منصور
- عاطف سعيد
- صباح محمود
- رضا عبدالواحد
- محمد صفوت
- مصطفى محمود
- نورا شحاته
- مجدي فوزي
- أحمد كمالي

### الإنتاج
- شركة صوت القاهرة للصوتيات والمرئيات (منتج)
- الاولمبيا للإنتاج الفني والدعاية والإعلان (منتج)
- حسن الأبيض (مدير الإنتاج)
- ايهاب البهي (منتج منفذ)
- سامي علام (اشراف على الإنتاج)

### ديكور
- عادل المغربي (مهندس الديكور)
- محمود المغربي  (منسق المناظر)
- صلاح المغربي (مساعد منسق المناظر)
- هاني المغربي (مساعد منسق المناظر)

### التصاميم
- ياسر زاهر ( تصميم المقدمة والنهاية)
- فكري عاشور (خطوط)
- فريد عبدالخي  (خدع ومؤثرات خاصة)
- محمود إبراهيم (مونتير فيديو))
- محمد منجي (ريجيسير)

### التصوير
- عادل الغنيمي (مدير الإضاءة)
- محمد خيرالله (مدير الإضاءة)
- محمود الأشقر (مدير التصوير)

### موسيقى[4]
- مطشيل المصري ( الألحان والموسيقى التصويرية)
- أحمد إبراهيم (غناء)
- إبراهيم حزين (إعداد موسيقي)
- إبراهيم حزين (مؤثرات صوتية)

### إخراج
- وجيه الشناوي (المخرح)
- محمد أبو المجد (مساعد المخرج)
- أشرف الشناوي (مساعد المخرج)

### التأليف
- علي عبد القوي (مؤلف)
- صلاح فايز (أشعار)